# Jakob Streitle
Jakob Streitle (11. prosinca 1916. – 24. lipnja 1982.) je bio njemački nogometaš i trener.
Cijelu igračku karijeru je proveo kao branič Bayern Münchena.
Za njemačku reprezentaciju je skupio 15 nastupa iz,eđu 1938. i 1952. godine. Streitle je bio član Njemačke kad je nastupala na Svjetskom nogometnom prvenstvu 1938. u Francuskoj.
Streitle je u kratkom razdoblju 1954./55. sezone trenirao Bayern München, za kojeg je nekad igrao. Nakon Bayerna, nije nastavio trenersku karijeru.

## Vanjske poveznice
- Profil na "weltfussball.de"
- Profil na "fussballdaten.de"